# Florida Cup de 2017
A Florida Cup de 2017, traduzido para português como Torneio da Flórida de 2017, foi a terceira edição do torneio amistoso anual Florida Cup, realizado na Flórida, Estados Unidos. Em um evento realizado na cidade de São Paulo, a organização anunciou oficialmente o regulamento e o número de participantes da competição. Nesta edição, o torneio foi divido em duas fases, a primeira foi chamada de Challenge Clash of Nations, cujo regulamento é semelhante ao da Copa Davis, e a segunda fase composta por um sistema de jogos eliminatórios.
Em primeira instância, o evento confirmou a participação de catorze clubes; a primeira fase seria disputada por seis clubes em formato de pontos corridos, sendo que o Atlético Mineiro e o Flamengo representariam o Brasil e o Bayer Leverkusen e o Wolfsburg representariam a Alemanha, enquanto o Tampa Bay Rowdies e o Estudiantes representariam a parceria Estados Unidos & Argentina. A segunda fase, composta por um sistema de jogos eliminatórios, seria disputada por Barcelona de Guayaquil, Corinthians, Internacional, Millonarios, River Plate, Shanghai SIPG, São Paulo e Vasco da Gama. Em dezembro de 2016, ocorreram as desistências de Flamengo, Internacional e Shanghai SIPG; o Bahia foi confirmado no lugar do rubro-negro carioca, enquanto o Colo-Colo foi convidado para substituir o clube chinês, no entanto, a organização modificou a tabela da segunda fase após a desistência do Internacional.
O VfL Wolfsburg garantiu a primeira colocação do Challenge Clash of Nations ao derrotar o Bahia nos pênaltis e a equipe de Wolfsburg superou o Bayer Leverkusen nos critérios de desempate; a boa performance dos alemães rendeu o título da primeira fase para a Alemanha. Por outro lado, o São Paulo conquistou o título da fase Play-offs, após o tricolor derrotar nos pênaltis o rival Corinthians. A competição marcou a estreia e o primeiro título de Rogério Ceni como treinador. O São Paulo faturou o torneio sem marcar e sofrer gols no tempo regulamentar, vencendo seus adversários nas penalidades.

## Participantes
Inicialmente, o torneio apresentou catorze clubes participantes; a tabela do Challenge Clash of Nations, denominação da primeira fase, contava com os alemães Bayer Leverkusen e Wolfsburg, os brasileiros Atlético Mineiro e Flamengo e o Tampa Bay Rowdies dos Estados Unidos; posteriormente, o Estudiantes foi confirmado como participante. Entretanto, o Flamengo anunciou a desistência do torneio devido à alteração do calendário do futebol brasileiro após o acidente com o voo da delegação da Chapecoense. Posteriormente, o Bahia foi confirmado como substituto.
A segunda fase do torneio, composta por jogos eliminatórios e denominada de Play-offs, inicialmente seria disputada por oito equipes, sendo elas: Corinthians, Internacional, São Paulo e Vasco da Gama, representantes brasileiros; River Plate, representante da Argentina; Millonarios, representante da Colômbia; Barcelona de Guayaquil, equipe equatoriana; e o chinês Shanghai SIPG. Os confrontos chegaram a ser sorteados em setembro de 2016; o Corinthians enfrentaria o River Plate pela Chave A e o vencedor do duelo enfrentaria na semifinal o vencedor da Chave B, que era composta por Vasco da Gama e Barcelona. O mesmo critério prevaleceria na outra semifinal; o vencedor da Chave C, composta por Internacional e Millonarios, enfrentaria o vencedor da Chave D, que consistia em São Paulo e Shanghai SIPG. No entanto, o clube chinês desistiu do torneio, anunciando por meio de uma conta oficial que faria uma viagem para Doha durante o período da competição. A organização tratou de convidar o chileno Colo-Colo para a vaga disponível, que aceitou o convite e chegou a anunciar que participaria do torneio, entretanto, poucos dias depois, o Internacional também anunciou a desistência do torneio. Dessa forma, a organização resolveu eliminar uma chave e modificou a tabela para seis equipes, portanto o Colo-Colo foi desconvidado.
| País           | Clube                  | Cidade          | Confederação | Liga                |
| -------------- | ---------------------- | --------------- | ------------ | ------------------- |
| Alemanha       | Bayer Leverkusen       | Leverkusen      | UEFA         | Bundesliga          |
| Alemanha       | Wolfsburg              | Wolfsburg       | UEFA         | Bundesliga          |
| Brasil         | Corinthians            | São Paulo       | CONMEBOL     | Série A             |
| Brasil         | São Paulo              | São Paulo       | CONMEBOL     | Série A             |
| Brasil         | Bahia                  | Salvador        | CONMEBOL     | Série A             |
| Brasil         | Vasco                  | Rio de Janeiro  | CONMEBOL     | Série A             |
| Brasil         | Atlético Mineiro       | Belo Horizonte  | CONMEBOL     | Série A             |
| Argentina      | River Plate            | Buenos Aires    | CONMEBOL     | Primera División    |
| Argentina      | Estudiantes            | La Plata        | CONMEBOL     | Primera División    |
| Colômbia       | Millonarios            | Bogotá          | CONMEBOL     | Categoría Primera A |
| Equador        | Barcelona de Guayaquil | Guaiaquil       | CONMEBOL     | Primeira A          |
| Estados Unidos | Tampa Bay Rowdies      | São Petersburgo | CONCACAF     | USL                 |

## Challenge Clash of Nations
O "Challenge Clash of Nations" foi a denominação da primeira fase do torneio. O formato é semelhante ao da Copa Davis, um evento internacional de tênis masculino. A primeira fase foi disputada entre os dias 8 e 15 de janeiro. Nesta fase, cada equipe disputou duas partidas em busca de pontuar para a sua nação. Os clubes vitoriosos no tempo regulamentar conquistaram três pontos; em caso de empate cada clube pontuou um ponto, entretanto, aquele que saiu vitorioso nas penalidades conquistou um ponto extra.

### Classificação
A primeira rodada da fase foi realizada em 8 de janeiro e foi composta por confrontos entre a Alemanha e a parceria Estados Unidos & Argentina. Os primeiros pontos do torneio foram conquistados pelo Estudiantes e o Bayer Leverkusen, que se enfrentaram e terminaram em igualdade no tempo regulamentar. Os alemães venceram nas penalidades e conquistaram dois pontos para sua nação, enquanto que os argentinos ficaram com um ponto. No jogo seguinte, o Tampa Bay Rowdies foi derrotado pelo Wolfsburg. Após o término da rodada, a Alemanha conquistou cinco pontos.
A segunda rodada foi realizada nos dias 11 e 12 de janeiro e foi caracterizada pelos confrontos entre Alemanha e Brasil. No primeiro confronto, a equipe mista do Atlético Mineiro, atual campeão do torneio, foi derrotada pelo placar mínimo diante do Bayer Leverkusen, resultando em três pontos para a Alemanha. No segundo confronto, Wolfsburg e Bahia não saíram do empate sem gols; ambas as equipes pontuaram, entretanto, a equipe alemã saiu vitoriosa nas penalidades, rendendo dois pontos para Alemanha. No final da rodada, o Wolfsburg garantiu a primeira colocação do Challenge Clash of Nations e a Alemanha sagrou-se campeã desta fase com dez pontos.
Encerrando a primeira fase da competição, a terceira rodada foi composta pelos confrontos entre Brasil e a parceria Estados Unidos & Argentina. O Atlético Mineiro derrotou o Tampa Bay Rowdies e encerrou a competição em quarto colocado. Por outro lado, os estadunidenses não pontuaram no torneio. No segundo confronto, o Bahia foi derrotado pelo placar mínimo para o Estudiantes, que foi o terceiro colocado, atrás apenas dos alemães. A equipe brasileira foi a penúltima colocada, encerrando sua participação com apenas com um ponto.
| Pos. | Clube                        | Pts | J | V | VP | DP | D | GP | GC | SG |
| ---- | ---------------------------- | --- | - | - | -- | -- | - | -- | -- | -- |
| 1.º  | Alemanha                     | 10  | 4 | 2 | 2  | 0  | 0 | 4  | 1  | +3 |
| 1.º  | Wolfsburg                    | 5   | 2 | 1 | 1  | 0  | 0 | 2  | 0  | +2 |
| 1.º  | Bayer Leverkusen             | 5   | 2 | 1 | 1  | 0  | 0 | 2  | 1  | +1 |
| 2.º  | Brasil                       | 4   | 4 | 1 | 0  | 1  | 2 | 2  | 2  | 0  |
| 2.º  | Atlético Mineiro             | 3   | 2 | 1 | 0  | 0  | 1 | 2  | 1  | +1 |
| 2.º  | Bahia                        | 1   | 2 | 0 | 0  | 1  | 1 | 0  | 1  | –1 |
| 3.º  | Estados Unidos & · Argentina | 4   | 4 | 1 | 0  | 1  | 2 | 2  | 5  | –3 |
| 3.º  | Estudiantes                  | 4   | 2 | 1 | 0  | 1  | 0 | 2  | 1  | +1 |
| 3.º  | Tampa Bay Rowdies            | 0   | 2 | 0 | 0  | 0  | 2 | 0  | 4  | –4 |

### Jogos

#### Primeira rodada
Estudiantes x Bayer Leverkusen
Estudiantes e Bayer Leverkusen foram os responsáveis pelo primeiro jogo desta edição do torneio. O duelo entre o representante da Argentina contra um dos representantes da Alemanha foi realizado no Al Lang Stadium. O primeiro lance de perigo foi uma finalização de Lucas Viatri, atacante do Estudiantes; a equipe argentina marcou seu gol em uma finalização na entrada da área de Elias Umeres. No final do primeiro tempo, o árbitro assinalou pênalti para o Bayer Leverkusen, entretanto, o goleiro Mariano Andújar defendeu a cobrança de Chicharito Hernández. Após o lance, o jogador Rodrigo Braña foi expulso da partida.
No segundo tempo, o Estudiantes, em desvantagem numérica, se dedicou a marcar o adversário. Porém, Sam Schreck chutou colocado no canto direito e empatou a partida. Após o gol, o jogo se acalmou e terminou em igualdade. Nas penalidades, a equipe argentina desperdiçou duas cobranças, enquanto os alemães apenas uma.
| 8 de janeiro  | Estudiantes | 1 – 1 | Bayer Leverkusen | Al Lang Stadium, São Petersburgo   |
| 14:00 (UTC−5) | Umeres 33'  |       | Schreck 70'      | Árbitro: USA Vince Apple-Chiarella |

|                                              |       | Penalidades                               |  |
| Aguirregaray González Pírez Marchioni Diarte | 2 – 4 | Kießling Aránguiz Mehmedi Brandt Dragović |  |

| Estudiantes | Bayer |

Tampa Bay Rowdies x VfL Wolfsburg
O jogo entre Tampa Bay Rowdies e Wolfsburg foi o segundo jogo do torneio e o último da primeira rodada, realizado no Al Lang Stadium. A equipe alemã, favorita na partida, marcou o primeiro gol aos cinco minutos, depois que Robert Hermann converteu de falta. O mesmo jogador converteu o segundo gol aos quarenta minutos. No segundo tempo, a equipe da Alemanha dominou, mas não voltou a marcar.
| 8 de janeiro  | Tampa Bay Rowdies | 0 – 2 | Wolfsburg        | Al Lang Stadium, São Petersburgo |
| 16:45 (UTC−5) |                   |       | Hermann 6' , 42' | Árbitro: USA Jonathan Wener      |

| Rowdies | Wolfsburg |

#### Segunda rodada
Atlético Mineiro × Bayer Leverkusen
O jogo entre Atlético Mineiro e Bayer Leverkusen ficou marcado como a estreia do Brasil na competição, e um duelo entre Brasil e Alemanha. O jogo começou às 19 horas no horário da Flórida, no ESPN Wide World of Sports Complex Field 17. O time do Atlético foi composto por jogadores da categoria de base e reservas do time principal. O primeiro tempo permaneceu sobre domínio do time alemão, que não abriu o placar, mas obteve boas chances, incluindo uma finalização de Hakan Çalhanoğlu na trave.
Já no segundo tempo, logo aos seis minutos, Chicharito Hernández completou um cruzamento e marcou o primeiro gol da partida. O ritmo do jogo caiu e a equipe alemã administrou o resultado; o finlandês Joel Pohjanpalo finalizou para a defesa do goleiro brasileiro aos vinte e seis minutos. A partida se encerrou com o placar mínimo, rendendo 3 pontos à Alemanha.
| 11 de janeiro | Bayer Leverkusen | 1 – 0 | Atlético Mineiro | ESPN Wide World of Sports Complex, Bay Lake |
| 19:00 (UTC−5) | Chicharito 51'   |       |                  | Árbitro: USA Matthew Miscannon              |

| Bayer | Atlético-MG |

VfL Wolfsburg × Bahia
O jogo entre o Wolfsburg e o Bahia marcou a estreia dos baianos na competição, e foi realizado às 19 horas no horário local no estádio ESPN Wide World of Sports Complex Field 17. O Wolfsburg jogou com o time reserva, mais alguns atletas da categoria de base, pois a equipe principal continuou na Alemanha para jogar a Bundesliga. Por sua vez, o Bahia entrou em campo com uma formação semelhante a de 2016. No primeiro tempo, a equipe brasileira possuiu a maior posse de bola e atacava pelos lados dos campos; a melhor chance foi aos dezenove minutos, quando Zé Rafael saiu de frente com o goleiro alemão, que efetuou uma boa intervenção. O Wolfsburg se limitou a marcar.
No segundo tempo, o Bahia alterou seus jogadores, o que resultou no equilíbrio da partida. Os alemães aproveitaram a falta de entrosamento da equipe brasileira, entretanto, ambos não criaram chances de gols, salvo um chute na trave de Kleihs aos trinta minutos. O jogo terminou sem gols, resultando em um ponto para cada equipes. Nas penalidades, o Wolfsburg converteu três gols, enquanto o Bahia apenas dois, rendendo mais um ponto para a equipe alemã.
| 12 de janeiro | Wolfsburg | 0 – 0 | Bahia | ESPN Wide World of Sports Complex, Bay Lake |
| 19:00 (UTC−5) |           |       |       | Árbitro: USA Vincent Apple-Chiarella        |

|                                        |       | Penalidades                             |  |
| Reichwein Kleihs Wimmer Abdat Herrmann | 3 – 2 | Gustavo Kaynan Edson Renato Cajá Feijão |  |

| Wolfsburg | Bahia |

#### Terceira rodada
Atlético Mineiro x Tampa Bay Rowdies
O jogo entre Atlético Mineiro e Tampa Bay foi o quinto jogo da competição, realizado no Al Lang Stadium em 14 de janeiro às 16 horas no horário local. A equipe brasileira jogou com o time misto durante o torneio. Logo no início do jogo, aos sete minutos, o jogador Leonan marcou o primeiro gol para o Atlético. O primeiro tempo permaneceu com domínio do Atlético, com poucas chances para Tampa Bay. Já no segundo tempo, o jogador Rodrigão ampliou o placar aos seis minutos. O resto do segundo tempo permaneceu como o primeiro, com domínio mineiro, e com poucas chances aos estadunidenses. O jogo terminou com triunfo do Atlético, rendendo 3 pontos ao Brasil.
| 14 de janeiro | Atlético Mineiro         | 2 – 0 | Tampa Bay Rowdies | Al Lang Stadium, São Petersburgo |
| 14:00 (UTC−5) | Leonan 8' · Rodrigão 51' |       |                   | Árbitro: USA Emmanuel Darriba    |

| Atlético-MG | Rowdies |

Bahia x Estudiantes
O jogo entre Bahia e Estudiantes foi o sexto e último jogo da etapa Challenge Clash of Nations. O jogo foi marcado pela volta de Sebastián Verón, ídolo e também é presidente do Estudiantes, que havia se aposentado em 2014. O jogo começou as 16:45 no horário da Flórida no Bright House Stadium. Antes do início do jogo, o cantor Daniel entrou no campo com a imagem de Nossa Senhora nas mãos e cantou em homenagem às vítimas do voo que continha os jogadores da Chapecoense e deu de presente um violão aos filhos do técnico Caio Júnior, que faleceu no acidente aéreo. O principal lance da partida ocorreu no primeiro tempo, quando o lateral baiano Tinga tentou interferir e acabou fazendo um gol contra de cabeça, aos quinze minutos. Aos quarenta minutos do segundo tempo, ocorreu o lance de maior violência do jogo, com o futebolista Javier Toledo, do Estudiantes, dando um soco em Lucas Fonseca, do Bahia. Com este ato, o jogador foi expulso.
| 15 de janeiro | Bahia | 0 – 1 | Estudiantes | Bright House Networks Stadium, Orlando |
| 16:45 (UTC−5) |       |       | Tinga 15'   | Árbitro: USA Andres Pfefferkorn        |

| Bahia | Estudiantes |

## Play-offs
Os Play-offs, termo inglês para competições eliminatórias, foi a denominação da segunda fase do torneio, cujos jogos foram disputados entre os dias 15 e 21 de janeiro. Neste formato, as equipes disputaram um jogo eliminatório onde o vencedor avançou para a próxima fase.

### Esquema
|  |                                 |                         |                         |                 | Quartas de final                | Quartas de final        |       |  | Semifinais | Semifinais |  |  | Final                   | Final |
|  |                                 |                         |                         |                 |                                 |                         |       |  |            |            |  |  |                         |       |
|  |                                 |                         |                         |                 | 15 de janeiro – Fort Lauderdale |                         |       |  |            |            |  |  |                         |       |
|  |                                 |                         |                         |                 |                                 |                         |       |  |            |            |  |  |                         |       |
|  | Vasco da Gama                   | 2                       |                         |                 |                                 |                         |       |  |            |            |  |  |                         |       |
|  | Vasco da Gama                   | 2                       | 18 de janeiro – Orlando |                 |                                 |                         |       |  |            |            |  |  |                         |       |
|  |                                 |                         | Barcelona de Guayaquil  | 1               |                                 |                         |       |  |            |            |  |  |                         |       |
|  | Vasco da Gama                   | 1                       | Barcelona de Guayaquil  | 1               |                                 |                         |       |  |            |            |  |  |                         |       |
|  | Vasco da Gama                   | 1                       | Quinto lugar            |                 |                                 |                         |       |  |            |            |  |  |                         |       |
|  |                                 |                         | Corinthians             | 4               |                                 |                         |       |  |            |            |  |  |                         |       |
|  | Barcelona de Guayaquil          | 0                       | Corinthians             | 4               |                                 |                         |       |  |            |            |  |  |                         |       |
|  | Barcelona de Guayaquil          | 0                       | 21 de janeiro – Orlando |                 |                                 |                         |       |  |            |            |  |  |                         |       |
|  | Millonarios                     | 1                       |                         |                 |                                 |                         |       |  |            |            |  |  |                         |       |
|  | Millonarios                     | 1                       | Corinthians             | 0 (3)           |                                 |                         |       |  |            |            |  |  |                         |       |
|  | 18 de janeiro – Orlando         | 18 de janeiro – Orlando | Corinthians             | 0 (3)           | 15 de janeiro – Orlando         | 15 de janeiro – Orlando |       |  |            |            |  |  |                         |       |
|  | 18 de janeiro – Orlando         | 18 de janeiro – Orlando |                         | São Paulo (pen) | 15 de janeiro – Orlando         | 15 de janeiro – Orlando | 0 (4) |  |            |            |  |  |                         |       |
|  |                                 |                         | River Plate             | São Paulo (pen) | 1                               |                         | 0 (4) |  |            |            |  |  |                         |       |
|  | 19 de janeiro – São Petersburgo |                         | River Plate             |                 | 1                               |                         |       |  |            |            |  |  |                         |       |
|  |                                 | Millonarios             | 0                       |                 |                                 |                         |       |  |            |            |  |  |                         |       |
|  | São Paulo (pen)                 | Millonarios             | 0                       | 0 (8)           |                                 |                         |       |  |            |            |  |  |                         |       |
|  | São Paulo (pen)                 |                         | Terceiro lugar          | 0 (8)           |                                 |                         |       |  |            |            |  |  |                         |       |
|  |                                 |                         | River Plate             | 0 (7)           |                                 |                         |       |  |            |            |  |  |                         |       |
|  | Vasco da Gama                   | 1                       | River Plate             | 0 (7)           |                                 |                         |       |  |            |            |  |  |                         |       |
|  | Vasco da Gama                   | 1                       |                         |                 |                                 |                         |       |  |            |            |  |  |                         |       |
|  | River Plate                     | 0                       |                         |                 |                                 |                         |       |  |            |            |  |  |                         |       |
|  | River Plate                     | 0                       |                         |                 |                                 |                         |       |  |            |            |  |  |                         |       |
|  |                                 |                         |                         |                 |                                 |                         |       |  |            |            |  |  | 21 de janeiro – Orlando |       |

### Quartas de final
Vasco × Barcelona de Guayaquil
O confronto entre o Vasco da Gama e Barcelona de Guayaquil foi o primeiro jogo na fase dos Play-offs, realizado no Central Broward Stadium às 14 horas no horário local, e marcou a estreia do terceiro clube brasileiro na competição. O jogo começou disputado entre os dois times, entretanto, o Barcelona marcou primeiro, após um descuido defensivo dos vascaínos; Washington Vera abriu o placar para os equatorianos, aos 21 minutos. Poucos minutos depois, a equipe brasileira empatou com Nenê, que converteu um pênalti sofrido pelo zagueiro Rodrigo aos 29 minutos. O primeiro tempo se encerrou sem novas chances de gols.
No segundo tempo, a equipe equatoriana começou a realizar diversas substituições, no entanto, o Vasco fez poucas substituições. A equipe brasileira foi em busca do gol e quase converteu com Thalles, Guilherme e Nenê. Entretanto, o gol só saiu aos 38 minutos, quando Rodrigo cabeceou o cruzamento de Nenê. Com a vitória, o Vasco se classificou para enfrentar o Corinthians na semifinal. Por sua vez, o Barcelona disputou a decisão do quinto lugar contra a equipe do Millonarios.
| 15 de janeiro | Vasco da Gama                | 2 – 1 | Barcelona de Guayaquil | Central Broward Stadium, Fort Lauderdale |
| 14:00 (UTC−5) | Nenê 29' (pen) · Rodrigo 83' |       | Vera 21'               | Árbitro: USA Andres Pfefenjorn           |

| Vasco | Barcelona |

River Plate x Millonarios
Na segunda partida da fase quartas de final, o River Plate enfrentou o Millonarios no Bright House Networks Stadium em Orlando. A equipe argentina começou a partida com um boa postura ofensiva e o gol veio logo aos 3 minutos de jogo, quando Lucas Alario recebeu na área e deslocou o goleiro adversário. Apesar do gol, o Millonarios também demonstrou uma boa postura ofensiva e quase empatou no final do primeiro tempo, mas o goleiro interferiu a finalização de Dairon Asprilla.
No segundo tempo, ambas as equipes foram alteradas, sendo que a equipe colombiana realizou onze substituições apenas no intervalo. O jogo caiu de rendimento e o River Plate controlou os últimos 45 minutos com uma boa posse de bola. Com o resultado, o River Plate se classificou para a semifinal para enfrentar o São Paulo, enquanto que o Millonarios disputou a decisão do quinto lugar contra o Barcelona de Guayaquil.
| 15 de janeiro | River Plate | 1 – 0 | Millonarios | Bright House Networks Stadium, Orlando |
| 14:00 (UTC−5) | Alario 3'   |       |             | Árbitro: USA Esteban Rosano            |

| River Plate | Millonarios |

### Disputa do quinto lugar
Realizado no Bright House Networks Stadium em Orlando, o jogo do quinto lugar foi disputado pelos clubes perdedores nos duelos e quartas de final. O Barcelona de Guayaquil enfrentou o Millonarios, que já estavam eliminados da competição e fizeram seu último jogo na mesma. O único gol da partida ocorreu aos 30 minutos da etapa final, quando Juan Guillermo Domínguez converteu de falta. O Millonarios ainda desperdiçou uma penalidade.
| 18 de janeiro | Barcelona de Guayaquil | 0 – 1 | Millonarios   | Bright House Networks Stadium, Orlando |
| 16:30 (UTC−5) |                        |       | Domínguez 88' | Árbitro: USA Matt Miscannon            |

| Barcelona | Millonarios |

### Semifinal
O jogo entre Vasco da Gama e Corinthians foi o primeiro da fase semifinal, realizado em 18 de janeiro, marcando a estreia da equipe paulista na competição. O Vasco quase abriu com o zagueiro Luan no início do segundo tempo, mas com o passar do tempo o Corinthians começou a criar chances de gols, levando o goleiro uruguaio Martín Silva a executar duas grandes defesas. Entretanto, Camacho tabelou com o companheiro e finalizou com precisão, aos 20 minutos. Quatro minutos depois de sofrer o gol, Éder Luís finalizou com perfeição marcando um belo gol. Apesar do empate, o Corinthians continuou melhor e voltou a marcar com Marlone.
No segundo tempo, a equipe paulista voltou com onze substituições, enquanto o Vasco começou a alterar seu time aos poucos. O nível técnico caiu, tanto que os gols nasceram de falhas defensivas. Aos 36 minutos, Kâzım marcou de cabeça, e aos 44 minutos, Marquinhos Gabriel completou a goleada. Com a vitória, o Corinthians avançou para a final. Por sua vez, o Vasco disputou o jogo do terceiro lugar.
| 18 de janeiro | Vasco da Gama | 1 – 4 | Corinthians                                                      | Bright House Networks Stadium, Orlando |
| 19:00 (UTC−5) | Éder Luís 24' |       | Camacho 20' · Marlone 45+1' · Kazim 81' · Marquinhos Gabriel 89' | Árbitro: USA Esteban Rosano            |

| Vasco | Corinthians |

Realizado em 19 de janeiro, o jogo entre São Paulo e River Plate marcou a estreia de Rogério Ceni como técnico de futebol. A partida iniciou-se com uma pressão ofensiva da equipe brasileira, resultando um pênalti sofrido por Wellington Nem logo aos dois minutos de jogo, mas o goleiro argentino defendeu a cobrança de Christian Cueva. Apesar da penalidade perdida, o São Paulo manteve a intensidade e criou diversas chances de abrir o placar; Andrés Chávez e Luiz Araújo finalizaram para a linha de fundo, enquanto Julio Buffarini acertou a trave.
No segundo tempo, o São Paulo substituiu seu time no intervalo, resultando na queda do nível técnico. O River Plate, por outro lado, começou a colocar seus principais jogadores na segunda etapa e o clube argentino começou a se impor. No final do jogo, a equipe argentina quase marcou, mas a finalização acertou a trave do goleiro Sidão.
Com o empate sem gols, a partida foi definida nas penalidades. O goleiro Sidão defendeu duas cobranças e garantiu o São Paulo na final da competição.
| 19 de janeiro | São Paulo | 0 – 0 | River Plate | Al Lang Stadium, São Petersburgo |
| 19:00 (UTC−5) |           |       |             | Árbitro: USA Andrew Musashe      |

|                                                                                 |       | Penalidades                                                     |  |
| João Schmidt Cícero Wesley Shaylon Gilberto Júnior Tavares Araruna Lugano Lucão | 8 – 7 | Martínez Fernández Mora Driussi Mina Arzura Montiel Mayada Moya |  |

| São Paulo | River Plate |

### Disputa do terceiro lugar
Após serem derrotadas nas semifinais, ambas as equipes entraram em jogo disputando a terceira colocação. No início do primeiro tempo, o jogo despertou pouco entusiasmo; a primeira chance de gol foi da equipe brasileira, mas a finalização foi defendida pelo goleiro argentino. Poucos minutos depois, o goleiro vascaíno defendeu uma finalização de Sebastián Driussi. No final do primeiro tempo, Thalles encobriu o goleiro, mas a bola acertou o travessão.
No segundo tempo, o River Plate se tornou mais ofensivo e chegou a marcar o gol com Matías Moya, mas foi assinalado impedimento do jogador e o lance foi contestado. Em seguida, Rodrigo Mora finalizou e Martín Silva defendeu. No entanto, o Vasco abriu o placar em uma cobrança de falta de Nenê.
| 21 de janeiro | Vasco da Gama | 1 – 0 | River Plate | Bright House Networks Stadium, Orlando |
| 15:15 (UTC−5) | Nenê 74'      |       |             | Árbitro: USA Vincent Apple-Chiarella   |

| Vasco | River Plate |

### Final
A decisão do Torneio da Flórida foi marcada pelo inédito clássico majestoso, que foi realizado pela primeira vez fora do Brasil, e também foi o primeiro clássico dos novatos treinadores Fábio Carille e Rogério Ceni. Ambas as equipes estrearam nas semifinais; o Corinthians eliminou o Vasco da Gama por um amplo placar, 4–1, enquanto o São Paulo empatou sem gols diante do River Plate, vencendo o adversário argentino nas penalidades. Diego Lugano ressaltou a rivalidade do clássico minutos após a vitória do São Paulo diante do River Plate, declarando:
Sem dúvida que agora acabou a pré-temporada e virou campeonato. Ninguém vai entrar nesse jogo para perder. Tem de entrar para ganhar, independentemente de que campeonato seja. A mentalidade precisa ser essa. Não sei qual equipe o Rogério irá utilizar, mas temos que ir com foco total— Diego Lugano
O clássico em uma pré-temporada foi elogiado pelo ex-futebolista Raí, que foi embaixador do São Paulo no torneio. Segundo ele, o jogo demonstra a importância de um majestoso para os recém chegados ao clube e serve para que eles entendam a "grandeza do São Paulo". Por outro lado; Fagner demonstrou a importância do jogo, mas declarou que o grupo não deveria se "cobrar tanto" já que eles estão longe do ideal. Enquanto isso o técnico do São Paulo, Rogério Ceni, considerou o jogo "atraente" e declarou que "toda a partida tem que ser levada a sério", mas também visou o objetivo da pré-temporada:
É lógico que o interessante é jogar bem e mostrar qualidade, se possível vencendo, mas o momento é para que a gente ganhe corpo. Agora é um clássico estadual, contra um time de tradição, e toda partida tem de ser levada a sério. Ninguém quer perder aqui, como quem está do outro lado— Rogério Ceni.

Jogadores do São Paulo com o troféu da competição

Durante o jogo, o caráter amistoso da competição desapareceu após o lateral Bruno quase ter acertado o rosto de Marquinhos Gabriel em uma disputa pela bola. O lance desencadeou uma confusão generalizada entre os jogadores; o estadunidense Jonathan Weiner, árbitro da partida, expulsou o zagueiro Maicon do São Paulo e Kâzım, atacante do Corinthians. Os são paulinos já reclamavam de faltas violentas e de um pênalti não marcado sofrido pelo argentino Andrés Chávez. Na saída, o zagueiro expulso jurou o meio campista Camacho, que havia sido o autor de uma forte entrada em cima de Thiago Mendes um minuto antes da confusão. O nível técnico do primeiro tempo caiu após as exclusões.
A partida melhorou após o intervalo; em uma cobrança ensaiada, o peruano Christian Cueva cabeçou na pequena área, entretanto a bola desviou no jogador rival e foi para linha de fundo. Em outro momento, Gilberto, atacante do São Paulo que havia entrado na partida, arrematou de fora da área exigindo uma interferência do goleiro Cássio; o Corinthians respondeu com Marlone, que recebeu um lançamento de Fellipe Bastos, mas finalizou por cima do gol. A equipe alvinegra teve mais duas chances de gols; a primeira com Ángel Romero, que sem marcação, mas bola foi para linha de fundo passando próxima da trave; na segunda chance, Giovanni Augusto foi lançado, mas finalizou por cima do gol. Gilberto ainda completou um cruzamento, mas o cabeceio não acertou o gol. O tempo regulamentar terminou sem gols e a decisão foi para as penalidades. O goleiro Sidão, responsável por defender dois pênaltis na partida anterior, retornou a realizar o mesmo feito e garantiu o título para o São Paulo.
| 21 de janeiro | Corinthians | 0 – 0 | São Paulo | Bright House Networks Stadium, Orlando |
| 18:00 (UTC−5) |             |       |           | Árbitro: USA Jonathan Weiner           |

|                                                               |       | Penalidades                                         |  |
| Fellipe Bastos Giovanni Augusto Marciel Paulo Roberto Marlone | 3 – 4 | João Schmidt Cícero Araruna Júnior Tavares Gilberto |  |

| Corinthians | São Paulo |

| G              | 12 | Cássio             |     |      |
| LD             | 23 | Fagner             | 38' | 64'  |
| Z              | 4  | Balbuena           |     | 75'  |
| Z              | 34 | Pedro Henrique     |     | 76'  |
| LE             | 6  | Moisés             | 50' | 70'  |
| M              | 5  | Gabriel            | 21' | 70'  |
| M              | 29 | Camacho            | 16' | INT' |
| M              | 31 | Marquinhos Gabriel |     | 63'  |
| M              | 10 | Guilherme          |     | INT' |
| A              | 7  | Jô                 |     | 63'  |
| A              | 18 | Kâzım              | 19' |      |
| Substituições: |    |                    |     |      |
| LD             | 32 | Léo Príncipe       |     | 64'  |
| Z              | 15 | Vilson             |     | 76'  |
| Z              | 3  | Yago               |     | 75'  |
| M              | 22 | Marciel            |     | 70'  |
| M              | 28 | Paulo Roberto      |     | 70'  |
| M              | 35 | Fellipe Bastos     |     | INT' |
| M              | 8  | Marlone            |     | INT' |
| M              | 17 | Giovanni Augusto   |     | 63'  |
| A              | 11 | Romero             |     | 63'  |
| Treinador:     |    |                    |     |      |
| Fábio Carille  |    |                    |     |      |

| G              | 1  | Denis          |     | INT' |
| LD             | 2  | Bruno          |     | 62'  |
| Z              | 3  | Rodrigo Caio   |     |      |
| Z              | 26 | Douglas        |     | 62'  |
| Z              | 27 | Maicon         | 19' |      |
| LE             | 18 | Buffarini      |     | 85'  |
| M              | 23 | Thiago Mendes  |     | 67'  |
| M              | 10 | Cueva          |     | 62'  |
| A              | 31 | Luiz Araújo    |     | 25'  |
| A              | 21 | Wellington Nem |     | 58'  |
| A              | 9  | Chávez         |     | 58'  |
| Substituições: |    |                |     |      |
| G              | 12 | Sidão          |     | INT' |
| LE             | 16 | Júnior Tavares |     | 62'  |
| Z              | 4  | Lucão          |     | 62'  |
| M              | 15 | João Schmidt   |     | 25'  |
| M              | 28 | Araruna        |     | 85'  |
| M              | 8  | Cícero         |     | 62'  |
| M              | 11 | Wesley         |     | 58'  |
| M              | 7  | Neilton        |     | 67'  |
| A              | 17 | Gilberto       |     | 58'  |
| Treinador:     |    |                |     |      |
| Rogério Ceni   |    |                |     |      |

## Artilharia
A terceira edição do torneio terminou com dezenove gols marcados em treze partidas. Curiosamente o São Paulo, campeão da edição, não converteu gols no tempo regulamentar. Os jogadores responsáveis pelos gols do torneio estão listados a seguir:
2 gols
- GER Robert Herrmann (Wolfsburg)
- BRA Nenê (Vasco da Gama)

1 gol
- ARG Elias Umeres (Estudiantes)
- ARG Lucas Alario (River Plate)
- ARG Sam Schreck (Bayer Leverkusen)
- BRA Camacho (Corinthians)
- BRA Éder Luís (Vasco da Gama)
- BRA Leonan (Atlético Mineiro)
- BRA Marlone (Corinthians)
- BRA Marquinhos Gabriel (Corinthians)
- BRA Rodrigão (Atlético Mineiro)
- BRA Rodrigo (Vasco da Gama)
- COL Juan Guillermo Domínguez (Millonarios)
- COL Washington Vera (Barcelona de Guayaquil)
- MEX Chicharito Hernández (Bayer Leverkusen)
- TUR Kâzım (Corinthians)

Gol contra
- BRA Tinga (Bahia, gol para o Estudiantes)

## Premiações
Apesar de possuir duas fases distintas, o São Paulo é o clube declarado campeão pela organização do torneio. Por outro lado, o desempenho dos clubes alemães, Wolfsburg e Bayer Leverkusen, renderam o título da fase Challenge Clash of Nations para a Alemanha.
| Florida Cup 2017 - Challenge Clash of Nations |
| --------------------------------------------- |
| ALEMANHA Campeão (2° título)                  |

| Florida Cup 2017 - Play-offs  |
| ----------------------------- |
| SÃO PAULO Campeão (1° título) |